# Nowa Wieś Lednogórska
Nowa Wieś Lednogórska – część wsi Imielno, w gminie Łubowo, powiecie gnieźnieńskim, w województwie wielkopolskim.
W latach 1975–1998 miejscowość administracyjnie należała do województwa poznańskiego.